# Albo d'oro del campionato inglese di calcio
Di seguito viene riportato l'albo d'oro del campionato inglese di calcio.
Il campionato inglese fu disputato per la prima volta nel 1888-89, con un girone di dodici squadre che si affrontarono in partite di andata e ritorno. Fu vinto dal Preston North End, che bissò il successo anche l'anno successivo.
Nel 1992-93 vide la luce la Premier League che andò a sostituirsi alla Division One quale massimo campionato inglese: dopo l'iniziale scissione, tutti i club della vecchia Division One aderirono alla nuova Premier League. Il torneo fu sospeso in due occasioni, a causa delle due guerre mondiali.
Il Manchester United e il Liverpool si trovano al primo posto con venti riconoscimenti ciascuno, seguite dall'Arsenal con tredici affermazioni.

## Albo d'oro

### First Division

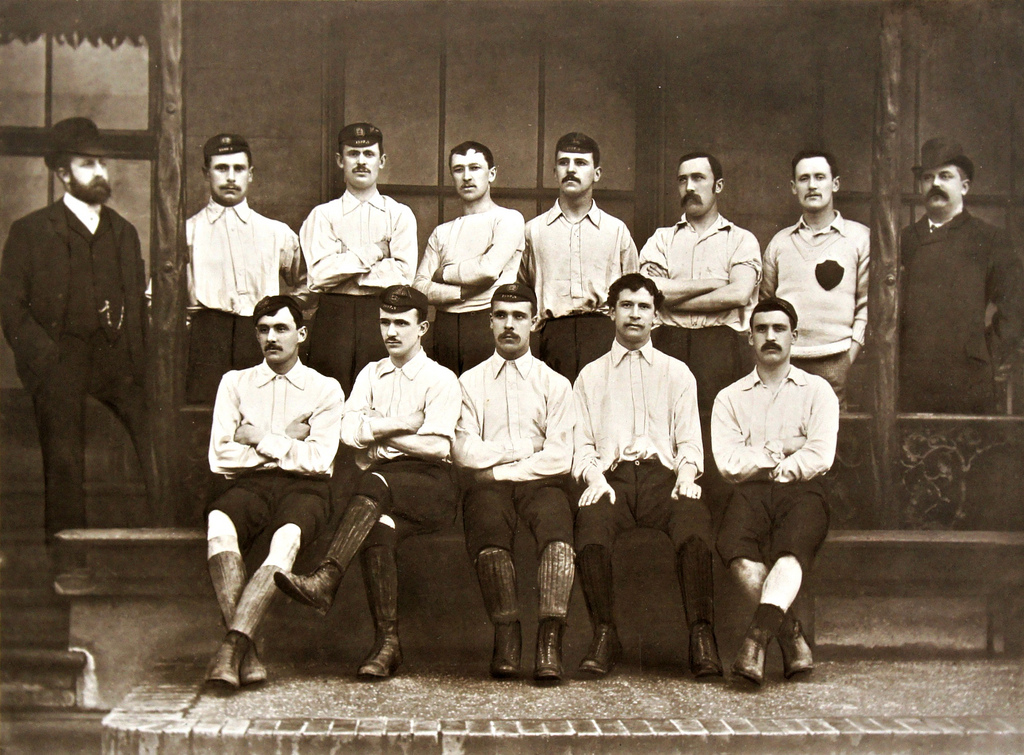
Il Preston North End nel 1888-89, vincitore del primo campionato, concluso senza sconfitte.

Bob Paisley vinse con il Liverpool un campionato da giocatore, e cinque da allenatore.

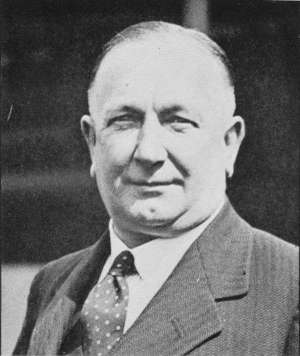
Herbert Chapman nel 1930-31 condusse l'Arsenal alla vittoria del suo primo campionato, primo club di Londra a raggiungere questo traguardo.

| Stagione | Vincitore             | Secondo posto     | Terzo posto       |
| -------- | --------------------- | ----------------- | ----------------- |
| 1888-89  | Preston N.E. (1)      | Aston Villa       | Wolverhampton     |
| 1889-90  | Preston N.E. (2)      | Everton           | Blackburn         |
| 1890-91  | Everton (1)           | Preston N.E.      | Notts County      |
| 1891-92  | Sunderland (1)        | Preston N.E.      | Bolton            |
| 1892-93  | Sunderland (2)        | Preston N.E.      | Everton           |
| 1893-94  | Aston Villa (1)       | Sunderland        | Derby County      |
| 1894-95  | Sunderland (3)        | Everton           | Aston Villa       |
| 1895-96  | Aston Villa (2)       | Derby County      | Everton           |
| 1896-97  | Aston Villa (3)       | Sheffield Utd     | Derby County      |
| 1897-98  | Sheffield Utd (1)     | Sunderland        | Wolverhampton     |
| 1898-99  | Aston Villa (4)       | Liverpool         | Burnley           |
| 1899-00  | Aston Villa (5)       | Sheffield Utd     | Sunderland        |
| 1900-01  | Liverpool (1)         | Sunderland        | Notts County      |
| 1901-02  | Sunderland (4)        | Everton           | Newcastle Utd     |
| 1902-03  | Sheffield Weds (1)    | Aston Villa       | Sunderland        |
| 1903-04  | Sheffield Weds (2)    | Manchester City   | Everton           |
| 1904-05  | Newcastle Utd (1)     | Everton           | Manchester City   |
| 1905-06  | Liverpool (2)         | Preston N.E.      | Sheffield Weds    |
| 1906-07  | Newcastle Utd (2)     | Bristol City      | Everton           |
| 1907-08  | Manchester Utd (1)    | Aston Villa       | Manchester City   |
| 1908-09  | Newcastle Utd (3)     | Everton           | Sunderland        |
| 1909-10  | Aston Villa (6)       | Liverpool         | Blackburn         |
| 1910-11  | Manchester Utd (2)    | Aston Villa       | Sunderland        |
| 1911-12  | Blackburn (1)         | Everton           | Newcastle Utd     |
| 1912-13  | Sunderland (5)        | Aston Villa       | Sheffield Weds    |
| 1913-14  | Blackburn (2)         | Aston Villa       | Middlesbrough     |
| 1914-15  | Everton (2)           | Oldham Athletic   | Blackburn         |
| 1919-20  | West Bromwich (1)     | Burnley           | Chelsea           |
| 1920-21  | Burnley (1)           | Manchester City   | Bolton            |
| 1921-22  | Liverpool (3)         | Tottenham         | Burnley           |
| 1922-23  | Liverpool (4)         | Sunderland        | Huddersfield Town |
| 1923-24  | Huddersfield Town (1) | Cardiff City      | Sunderland        |
| 1924-25  | Huddersfield Town (2) | West Bromwich     | Bolton            |
| 1925-26  | Huddersfield Town (3) | Arsenal           | Sunderland        |
| 1926-27  | Newcastle Utd (4)     | Huddersfield Town | Sunderland        |
| 1927-28  | Everton (3)           | Huddersfield Town | Leicester City    |
| 1928-29  | Sheffield Weds (3)    | Leicester City    | Aston Villa       |
| 1929-30  | Sheffield Weds (4)    | Derby County      | Manchester City   |
| 1930-31  | Arsenal (1)           | Aston Villa       | Sheffield Weds    |
| 1931-32  | Everton (4)           | Arsenal           | Sheffield Weds    |
| 1932-33  | Arsenal (2)           | Aston Villa       | Sheffield Weds    |
| 1933-34  | Arsenal (3)           | Huddersfield Town | Tottenham         |
| 1934-35  | Arsenal (4)           | Sunderland        | Sheffield Weds    |
| 1935-36  | Sunderland (6)        | Derby County      | Huddersfield Town |
| 1936-37  | Manchester City (1)   | Charlton          | Arsenal           |
| 1937-38  | Arsenal (5)           | Wolverhampton     | Preston N.E.      |
| 1938-39  | Everton (5)           | Wolverhampton     | Charlton          |
| 1946-47  | Liverpool (5)         | Manchester Utd    | Wolverhampton     |
| 1947-48  | Arsenal (6)           | Manchester Utd    | Burnley           |
| 1948-49  | Portsmouth (1)        | Manchester Utd    | Derby County      |
| 1949-50  | Portsmouth (2)        | Wolverhampton     | Sunderland        |
| 1950-51  | Tottenham (1)         | Manchester Utd    | Blackpool         |
| 1951-52  | Manchester Utd (3)    | Tottenham         | Arsenal           |
| 1952-53  | Arsenal (7)           | Preston N.E.      | Wolverhampton     |
| 1953-54  | Wolverhampton (1)     | West Bromwich     | Huddersfield Town |
| 1954-55  | Chelsea (1)           | Wolverhampton     | Portsmouth        |
| 1955-56  | Manchester Utd (4)    | Blackpool         | Wolverhampton     |
| 1956-57  | Manchester Utd (5)    | Tottenham         | Preston N.E.      |
| 1957-58  | Wolverhampton (2)     | Preston N.E.      | Tottenham         |
| 1958-59  | Wolverhampton (3)     | Manchester Utd    | Arsenal           |
| 1959-60  | Burnley (2)           | Wolverhampton     | Tottenham         |
| 1960-61  | Tottenham (2)         | Sheffield Weds    | Wolverhampton     |
| 1961-62  | Ipswich Town (1)      | Burnley           | Tottenham         |
| 1962-63  | Everton (6)           | Tottenham         | Burnley           |
| 1963-64  | Liverpool (6)         | Manchester Utd    | Everton           |
| 1964-65  | Manchester Utd (6)    | Leeds Utd         | Chelsea           |
| 1965-66  | Liverpool (7)         | Leeds Utd         | Burnley           |
| 1966-67  | Manchester Utd (7)    | Nottingham Forest | Tottenham         |
| 1967-68  | Manchester City (2)   | Manchester Utd    | Liverpool         |
| 1968-69  | Leeds Utd (1)         | Liverpool         | Everton           |
| 1969-70  | Everton (7)           | Leeds Utd         | Chelsea           |
| 1970-71  | Arsenal (8)           | Leeds Utd         | Tottenham         |
| 1971-72  | Derby County (1)      | Leeds Utd         | Liverpool         |
| 1972-73  | Liverpool (8)         | Arsenal           | Leeds Utd         |
| 1973-74  | Leeds Utd (2)         | Liverpool         | Derby County      |
| 1974-75  | Derby County (2)      | Liverpool         | Ipswich Town      |
| 1975-76  | Liverpool (9)         | QPR               | Manchester Utd    |
| 1976-77  | Liverpool (10)        | Manchester City   | Ipswich Town      |
| 1977-78  | Nottingham Forest (1) | Liverpool         | Everton           |
| 1978-79  | Liverpool (11)        | Nottingham Forest | West Bromwich     |
| 1979-80  | Liverpool (12)        | Manchester Utd    | Ipswich Town      |
| 1980-81  | Aston Villa (7)       | Ipswich Town      | Arsenal           |
| 1981-82  | Liverpool (13)        | Ipswich Town      | Manchester Utd    |
| 1982-83  | Liverpool (14)        | Watford           | Manchester Utd    |
| 1983-84  | Liverpool (15)        | Southampton       | Nottingham Forest |
| 1984-85  | Everton (8)           | Liverpool         | Tottenham         |
| 1985-86  | Liverpool (16)        | Everton           | West Ham Utd      |
| 1986-87  | Everton (9)           | Liverpool         | Tottenham         |
| 1987-88  | Liverpool (17)        | Manchester Utd    | Nottingham Forest |
| 1988-89  | Arsenal (9)           | Liverpool         | Nottingham Forest |
| 1989-90  | Liverpool (18)        | Aston Villa       | Tottenham         |
| 1990-91  | Arsenal (10)          | Liverpool         | Crystal Palace    |
| 1991-92  | Leeds Utd (3)         | Manchester Utd    | Sheffield Weds    |

### Premier League

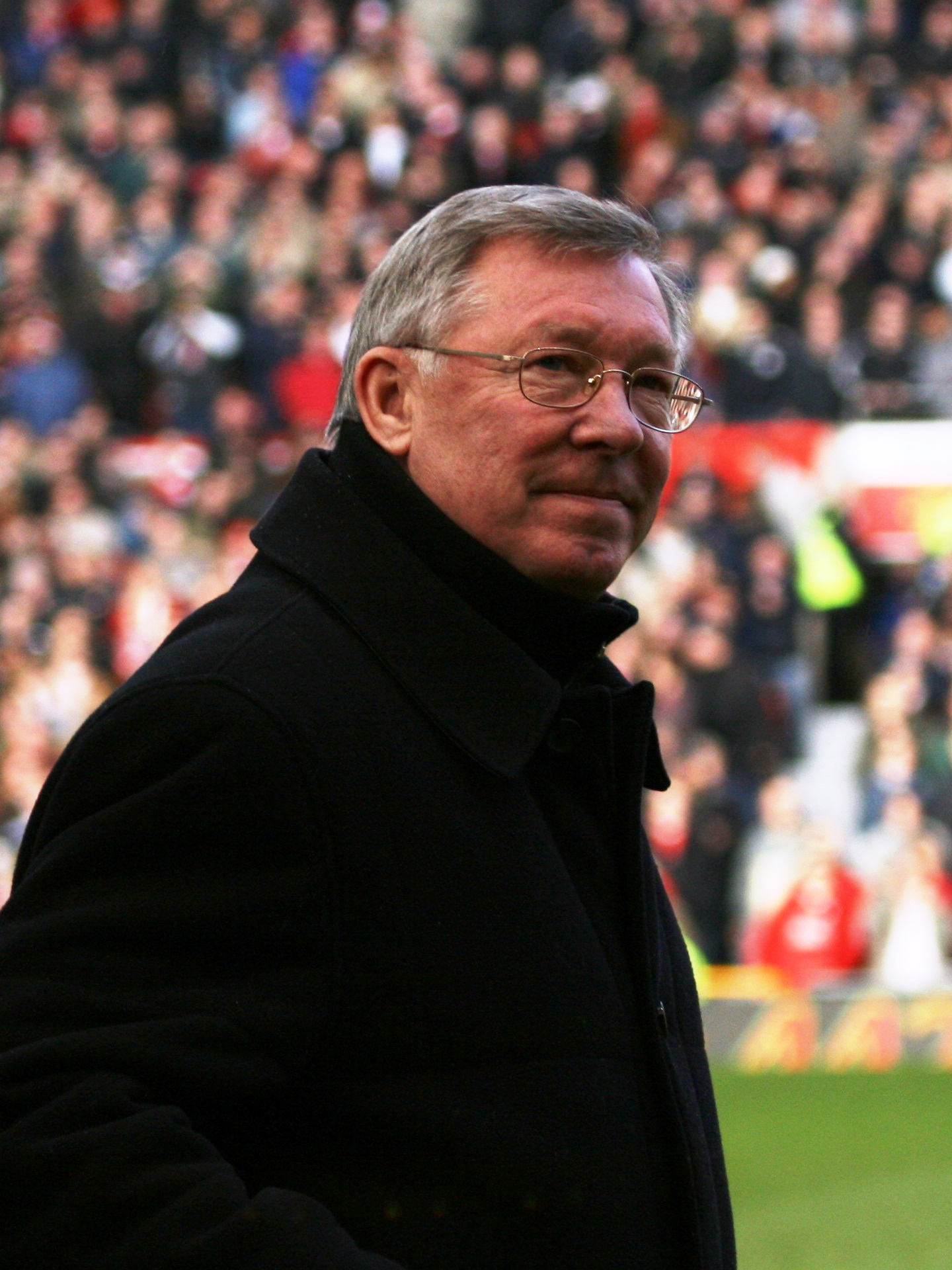
Sotto la guida di Alex Ferguson, il Manchester United ha dominato i primi 20 anni della Premier League.

| Stagione | Vincitore            | Secondo posto   | Terzo posto       |
| -------- | -------------------- | --------------- | ----------------- |
| 1992-93  | Manchester Utd (8)   | Aston Villa     | Norwich City      |
| 1993-94  | Manchester Utd (9)   | Blackburn       | Newcastle Utd     |
| 1994-95  | Blackburn (3)        | Manchester Utd  | Nottingham Forest |
| 1995-96  | Manchester Utd (10)  | Newcastle Utd   | Liverpool         |
| 1996-97  | Manchester Utd (11)  | Newcastle Utd   | Arsenal           |
| 1997-98  | Arsenal (11)         | Manchester Utd  | Liverpool         |
| 1998-99  | Manchester Utd (12)  | Arsenal         | Chelsea           |
| 1999-00  | Manchester Utd (13)  | Arsenal         | Leeds Utd         |
| 2000-01  | Manchester Utd (14)  | Arsenal         | Liverpool         |
| 2001-02  | Arsenal (12)         | Liverpool       | Manchester Utd    |
| 2002-03  | Manchester Utd (15)  | Arsenal         | Newcastle Utd     |
| 2003-04  | Arsenal (13)         | Chelsea         | Manchester Utd    |
| 2004-05  | Chelsea (2)          | Arsenal         | Manchester Utd    |
| 2005-06  | Chelsea (3)          | Manchester Utd  | Liverpool         |
| 2006-07  | Manchester Utd (16)  | Chelsea         | Liverpool         |
| 2007-08  | Manchester Utd (17)  | Chelsea         | Arsenal           |
| 2008-09  | Manchester Utd (18)  | Liverpool       | Chelsea           |
| 2009-10  | Chelsea (4)          | Manchester Utd  | Arsenal           |
| 2010-11  | Manchester Utd (19)  | Chelsea         | Manchester City   |
| 2011-12  | Manchester City (3)  | Manchester Utd  | Arsenal           |
| 2012-13  | Manchester Utd (20)  | Manchester City | Chelsea           |
| 2013-14  | Manchester City (4)  | Liverpool       | Chelsea           |
| 2014-15  | Chelsea (5)          | Manchester City | Arsenal           |
| 2015-16  | Leicester City (1)   | Arsenal         | Tottenham         |
| 2016-17  | Chelsea (6)          | Tottenham       | Manchester City   |
| 2017-18  | Manchester City (5)  | Manchester Utd  | Tottenham         |
| 2018-19  | Manchester City (6)  | Liverpool       | Chelsea           |
| 2019-20  | Liverpool (19)       | Manchester City | Manchester Utd    |
| 2020-21  | Manchester City (7)  | Manchester Utd  | Liverpool         |
| 2021-22  | Manchester City (8)  | Liverpool       | Chelsea           |
| 2022-23  | Manchester City (9)  | Arsenal         | Manchester Utd    |
| 2023-24  | Manchester City (10) | Arsenal         | Liverpool         |
| 2024-25  | Liverpool (20)       | Arsenal         | Manchester City   |

## Statistiche

### Titoli per squadra
| Squadra           | Titoli | Stagioni |
| ----------------- | ------ | --- |
| Manchester Utd    | 20     | 1907-1908, 1910-1911, 1951-1952, 1955-1956, 1956-1957, 1964-1965, 1966-1967, 1992-1993, 1993-1994, 1995-1996, 1996-1997, 1998-1999, 1999-2000, 2000-2001, 2002-2003, 2006-2007, 2007-2008, 2008-2009, 2010-2011, 2012-2013 |
| Liverpool         | 20     | 1900-1901, 1905-1906, 1921-1922, 1922-1923, 1946-1947, 1963-1964, 1965-1966, 1972-1973, 1975-1976, 1976-1977, 1978-1979, 1979-1980, 1981-1982, 1982-1983, 1983-1984, 1985-1986, 1987-1988, 1989-1990, 2019-2020, 2024-2025 |
| Arsenal           | 13     | 1930-1931, 1932-1933, 1933-1934, 1934-1935, 1937-1938, 1947-1948, 1952-1953, 1970-1971, 1988-1989, 1990-1991, 1997-1998, 2001-2002, 2003-2004                                                                              |
| Manchester City   | 10     | 1936-1937, 1967-1968, 2011-2012, 2013-2014, 2017-2018, 2018-2019, 2020-2021, 2021-2022, 2022-2023, 2023-2024 |
| Everton           | 9      | 1890-1891, 1914-1915, 1927-1928, 1931-1932, 1938-1939, 1962-1963, 1969-1970, 1984-1985, 1986-1987 |
| Aston Villa       | 7      | 1893-1894, 1895-1896, 1896-1897, 1898-1899, 1899-1900, 1909-1910, 1980-1981 |
| Sunderland        | 6      | 1891-1892, 1892-1893, 1894-1895, 1901-1902, 1912-1913, 1935-1936 |
| Chelsea           | 6      | 1954-1955, 2004-2005, 2005-2006, 2009-2010, 2014-2015, 2016-2017 |
| Newcastle Utd     | 4      | 1904-1905, 1906-1907, 1908-1909, 1926-1927 |
| Sheffield Weds    | 4      | 1902-1903, 1903-1904, 1928-1929, 1929-1930 |
| Huddersfield Town | 3      | 1923-1924, 1924-1925, 1925-1926 |
| Wolverhampton     | 3      | 1953-1954, 1957-1958, 1958-1959 |
| Leeds Utd         | 3      | 1968-1969, 1973-1974, 1991-1992 |
| Blackburn         | 3      | 1911-1912, 1913-1914, 1994-1995 |
| Preston N.E.      | 2      | 1888-1889, 1889-1890 |
| Portsmouth        | 2      | 1948-1949, 1949-1950 |
| Burnley           | 2      | 1920-1921, 1959-1960 |
| Tottenham         | 2      | 1950-1951, 1960-1961 |
| Derby County      | 2      | 1971-1972, 1974-1975 |
| Sheffield Utd     | 1      | 1897-1898 |
| West Bromwich     | 1      | 1919-1920 |
| Ipswich Town      | 1      | 1961-1962 |
| Nottingham Forest | 1      | 1977-1978 |
| Leicester City    | 1      | 2015-2016 |

### Ultimo titolo
- Liverpool: 2024-2025
- Manchester City: 2023-2024
- Chelsea: 2016-2017
- Leicester City: 2015-2016
- Manchester Utd: 2012-2013
- Arsenal: 2003-2004
- Blackburn: 1994-1995
- Leeds Utd: 1991-1992
- Everton: 1986-1987
- Aston Villa: 1980-1981
- Nottingham Forest: 1977-1978
- Derby County: 1974-1975
- Ipswich Town: 1961-1962
- Tottenham: 1960-1961
- Burnley: 1959-1960
- Wolverhampton: 1958-1959
- Portsmouth: 1949-1950
- Sunderland: 1935-1936
- Sheffield Weds: 1929-1930
- Newcastle Utd: 1926-1927
- Huddersfield Town: 1925-1926
- West Bromwich: 1919-1920
- Sheffield Utd: 1897-1898
- Preston N.E.: 1889-1890

### Primo titolo
- Preston N.E.: 1888-1889
- Everton: 1890-1891
- Sunderland: 1891-1892
- Aston Villa: 1893-1894
- Sheffield Utd: 1897-1898
- Liverpool: 1900-1901
- Sheffield Weds: 1902-1903
- Newcastle Utd: 1904-1905
- Manchester Utd: 1907-1908
- Blackburn: 1911-1912
- West Bromwich: 1919-1920
- Burnley: 1920-1921
- Huddersfield Town: 1923-1924
- Arsenal: 1930-1931
- Manchester City: 1936-1937
- Portsmouth: 1948-1949
- Tottenham: 1950-1951
- Wolverhampton: 1953-1954
- Chelsea: 1954-1955
- Ipswich Town: 1961-1962
- Leeds Utd: 1968-1969
- Derby County: 1971-1972
- Nottingham Forest: 1977-1978
- Leicester City: 2015-2016

### Titoli per città
| Città               | Titoli vinti | Squadre                                   |
| ------------------- | ------------ | ----------------------------------------- |
| Manchester          | 30           | Manchester Utd (20), Manchester City (10) |
| Liverpool           | 29           | Liverpool (20), Everton (9)               |
| Londra              | 21           | Arsenal (13), Chelsea (6), Tottenham (2)  |
| Birmingham          | 7            | Aston Villa                               |
| Sunderland          | 6            | Sunderland                                |
| Sheffield           | 5            | Sheffield Weeds (4), Sheffield Utd (1)    |
| Newcastle upon Tyne | 4            | Newcastle Utd                             |
| Huddersfield        | 3            | Huddersfield Town                         |
| Wolverhampton       | 3            | Wolverhampton                             |
| Leeds               | 3            | Leeds Utd                                 |
| Blackburn           | 3            | Blackburn                                 |
| Preston             | 2            | Preston N.E.                              |
| Portsmouth          | 2            | Portsmouth                                |
| Burnley             | 2            | Burnley                                   |
| Derby               | 2            | Derby County                              |
| West Bromwich       | 1            | West Bromwich                             |
| Ipswich             | 1            | Ipswich Town                              |
| Nottingham          | 1            | Nottingham Forest                         |
| Leicester           | 1            | Leicester City                            |